# Kaizer Chiefs Football Club
Maillots
Actualités
Le Kaizer Chiefs Football Club est un club de football sud-africain basé à Soweto, Johannesburg, fondé le 7 janvier 1970.
Il s'agit du club le plus titré et le plus populaire d'Afrique du Sud. On estime à environ 16 millions le nombre de supporters du club, disséminés en Afrique du Sud et dans les pays voisins. Les joueurs du club sont surnommés Amakhosi, ce qui veut dire les Seigneurs ou les Chefs en zoulou.
Le principal rival de Kaizer Chiefs est le club des Orlando Pirates, l'autre club représentant Soweto, le principal township de Johannesburg. Le Derby entre les deux clubs est l'un des plus attractifs et des plus chauds du continent.

## Historique
Le club est fondé en 1970 par le joueur professionnel sud-africain Kaizer Motaung, revenu d'une carrière aux États-Unis sous le maillot des Chiefs d'Atlanta, dont il s'inspire du nom pour sa nouvelle équipe. Motaung parvient rapidement à mettre en place une équipe de bon niveau, rassemblant vétérans et jeunes espoirs, et à attirer de nouveaux supporters du fait de son charisme.
Les joueurs de Kaizer Chiefs remportent dès 1971 la coupe nationale, qu'ils conservent l'année suivante. En 1974, le club remporte son premier titre de champion. En quelques années, Kaizer Chiefs devient une des plus grandes équipes du pays et le grand rival d'Orlando Pirates FC, le principal club du pays jusque-là. Sous la présidence de Kaizer Motaung, le club remporte lors de chaque décennie le championnat et la coupe à plusieurs reprises.
Faisant suite à plusieurs saisons blanches, l'année 2001 est la plus réussie de l'histoire du club, qui remporte quatre trophées importants : Vodacom Challenge (en), BP Top Eight Cup (en), Coca-Cola Cup et surtout la Coupe d'Afrique des vainqueurs de coupe. Malgré la défaite en finale de la supercoupe d'Afrique face aux Égyptiens d'Al Ahly SC, le club est désigné « CAF Club of the Year » en avril 2002.
Sous la direction du roumain Ted Dumitru, les Chiefs remportent en 2004 pour la première fois la Premier Soccer League, nouvelle formule du championnat sud-africain lancée en 1996. Ils conservent leur trophée la saison suivante, à l'issue d'un duel serré avec Orlando Pirates. Le buteur zambien Collins Mbesuma inscrit cette saison-là 25 buts, établissant un record en la matière.
Le club est banni de toute compétition continentale par la Confédération africaine de football (CAF) pour trois ans, à la suite de son forfait imprévu lors de la Coupe de la confédération 2005.

## Palmarès
| Compétitions nationales | Compétitions internationales |
| - Championnat d'Afrique du Sud (12) : - Champion : 1974, 1977, 1979, 1981, 1984 (NPSL), 1989, 1991, 1992 (NSL), 2004, 2005, 2013 et 2015 - Vice-champion : 1997, 1998, 1999 et 2001. - Coupe d'Afrique du Sud (14) (record) : - Vainqueur : 1971, 1972, 1976, 1977, 1979, 1981, 1982, 1984, 1987, 1992, 2000, 2006, 2013 et 2025 - Finaliste : 1975, 1978, 1988, 1993, 1999, 2019 - Coupe de la Ligue (13) (record) : - Vainqueur : 1983, 1984, 1986, 1988, 1989, 1997, 1998, 2001, 2003, 2004, 2007, 2009 et 2010 - Finaliste : 1985, 1992, 2002, 2015 - MTN 8 (en) (15) (record) : - Vainqueur : 1974, 1976, 1977, 1981, 1982, 1985, 1987, 1989, 1991, 1992, 1994, 2001, 2006, 2008 et 2014 | - Ligue des champions de la CAF : - Finaliste : 2021. - Coupe d'Afrique des vainqueurs de coupes (1) : - Vainqueur : 2001. - Supercoupe de la CAF : - Finaliste : 2002. |

- Élu « meilleur club sud-africain » en 2001, le club compte à son palmarès de nombreuses compétitions annexes, créées et organisées par leurs sponsors respectifs[5],[6] :
  - Coca-Cola Challenge : 1996
  - Stylo Cup : 1970
  - UTC Super Team Cup : 1972
  - Sales House Cup : 1974, 1976, 1980, 1981, 1982, 1984
  - Panasonic Cup : 1986
  - Ohlsson’s Challenge Cup : 1987, 1989
  - Castle Challenge Cup : 1990, 1991

## Infrastructures
Le club a utilisé de nombreux stades de la ville de Johannesburg depuis sa création. À la fin des années 2000, il est l'habituel résident du Rand Stadium (en), stade datant de 1948 mais reconstruit en 2006, doté depuis de 25 000 places. Pour les matchs prestigieux, les Chiefs utilisent le Soccer City Stadium, dont la capacité est de 94 700 places.
Un projet de construction d'un nouveau stade, baptisé Amakhosi Stadium (en), lancé au milieu des années 2000, tarde à se concrétiser.

## Personnalités du club
Outre Kaizer Motaung, fondateur et président du club pendant plus de 30 ans, plusieurs personnages ont joué un rôle important dans la rapide progression du club : Gilbert Sekgabi, Clarence Mlokoti, China Ngema ou encore Ewert « The Lip » Nene.

### Liste des entraîneurs
- Thomas Johnson : 1970-1973
- Kaizer Motaung : 1970, 1972-1973, 1976-1978
- Jeff Butler : 1988-1989, 1991-1992
- Philippe Troussier : 1994
- Paul Dolezar : 1997-1999
- Muhsin Ertugral : 1999-2003
- Ted Dumitru : 1985-1988, 2003-2005
- Ernst Middendorp : 2005-2007
- Muhsin Ertugral : 2007-2009
- Vladimir Vermezovic : 2009-2012
- Stuart Baxter : 2012-2015
- Steve Komphela : depuis 2015

### Effectif actuel (2024-2025)
| N° | Nat.                     | Poste | Nom du joueur        |
| -- | ------------------------ | ----- | -------------------- |
| 1  | Drapeau d'Afrique du Sud | G     | Brandon Peterson     |
| 2  | Drapeau du Mozambique    | D     | Edmilson Dove        |
| 3  | Drapeau d'Afrique du Sud | M     | Mduduzi Mdantsane    |
| 4  | Drapeau d'Afrique du Sud | D     | Zitha Kwinika        |
| 5  | Drapeau d'Afrique du Sud | M     | Sibongiseni Mthethwa |
| 6  | Drapeau d'Afrique du Sud | M     | Njabulo Blom         |
| 7  | Drapeau d'Afrique du Sud | A     | Ranga Chivaviro      |
| 8  | Drapeau d'Afrique du Sud | M     | Yusuf Maart          |
| 9  | Drapeau d'Afrique du Sud | A     | Ashley Du Preez      |
| 10 | Drapeau de l'Uruguay     | A     | Gastón Sirino        |
| 11 | Drapeau d'Afrique du Sud | A     | Tebogo Potsane       |
| 12 | Drapeau d'Afrique du Sud | M     | Nkosingiphile Ngcobo |
| 13 | Drapeau d'Afrique du Sud | A     | Pule Mmodi           |
| 14 | Drapeau d'Afrique du Sud | D     | Rushwin Dortley      |
| 16 | Drapeau d'Afrique du Sud | D     | Bontle Molefe        |
| 17 | Drapeau du Venezuela     | M     | Edson Castillo       |
| 18 | Drapeau d'Afrique du Sud | D     | Dillan Solomons      |

| No. | Nat.                                           | Position | Nom du joueur        |
| --- | ---------------------------------------------- | -------- | -------------------- |
| 19  | Drapeau d'Afrique du Sud                       | M        | Happy Mashiane       |
| 21  | Drapeau de la république démocratique du Congo | A        | Christian Saile      |
| 22  | Drapeau d'Afrique du Sud                       | M        | George Matlou        |
| 23  | Drapeau d'Afrique du Sud                       | D        | Bongani Sam          |
| 24  | Drapeau du Botswana                            | D        | Thatayaone Ditlhokwe |
| 25  | Drapeau d'Afrique du Sud                       | D        | Given Msimango       |
| 27  | Drapeau d'Afrique du Sud                       | M        | Manqoba Ozoemena     |
| 28  | Drapeau d'Afrique du Sud                       | M        | Mfundo Vilakazi      |
| 30  | Drapeau du Rwanda                              | G        | Fiacre Ntwari        |
| 33  | Drapeau d'Afrique du Sud                       | M        | Sabelo Radebe        |
| 34  | Drapeau d'Afrique du Sud                       | G        | Nkosasana Mbuthu     |
| 36  | Drapeau d'Afrique du Sud                       | A        | Wandile Duba         |
| 39  | Drapeau d'Afrique du Sud                       | D        | Reeve Frosler        |
| 42  | Drapeau d'Afrique du Sud                       | A        | Mduduzi Shabalala    |
| 44  | Drapeau d'Afrique du Sud                       | G        | Bruce Bvuma          |
| 48  | Drapeau d'Afrique du Sud                       | D        | Bradley Cross        |
| 83  | Drapeau de l'Angola                            | D        | Inácio Miguel        |

### Joueurs emblématiques
Le joueur ayant disputé le plus de matchs pour Kaizer Chiefs est l'international sud-africain Theophilus Khumalo (397). Marks Maponyane est le meilleur buteur de l'histoire du club avec 85 buts, tandis que Collins Mbesuma est le meilleur buteur du club sur une seule saison (35, en 2004-2005).
Avec respectivement 72, 52 et 50 sélections en équipe d'Afrique du Sud, John Moshoeu, Neil Tovey, Theophilus Khumalo sont les joueurs les plus capés de l'histoire du club.

## Culture populaire

### Supporters
On estime à seize millions le nombre de supporters du club dans le pays ainsi que dans les pays voisins (Zimbabwe, Botswana, Zambie,...), quand leurs rivaux d'Orlando Pirates en compteraient deux millions de moins.

### Rivalité
Kaizer Chiefs dispute avec Orlando Pirates le derby de Soweto, qui domine le football sud-africain. Il tire son origine dans la création même des Chiefs, en plein Apartheid, son fondateur Kaizer Motaung, ancien joueur des Pirates, ayant attiré dans son nouveau club des joueurs d'Orlando Pirates. Le premier derby a lieu le 24 janvier 1970, trois semaines seulement après la fondation des Chiefs.
La rivalité, qui n'est pas particulièrement marquée par des bagarres entre supporters, est cependant endeuillée à deux reprises par des mouvements de foules meurtriers dans les tribunes. En 1991 à Johannesburg, lors d'un match amical au Ellis Park Stadium, 41 personnes trouvent la mort. En 2001, dans le même stade, qui ne peut accueillir la foule de supporters venue voir le match, une barrière cède pendant le match et la foule s'engouffre. De nombreux supporters sont étouffés ou piétinés. 43 personnes perdent la vie.

### Groupe de musique
Les membres du groupe de rock Parva, originaires de Leeds, décident en 2003 de rebaptiser leur groupe en hommage à Lucas Radebe, joueur formé au Kaizer Chiefs devenu capitaine du Leeds United FC. Renommé Kaiser Chiefs, le groupe connait un certain succès durant la décennie 2000.